# اهریمن (فیلم ۲۰۲۳)
اهریمن (به انگلیسی: Bakasuran) فیلم هندی جنایی انتقام‌جویانه تامیل-زبان است که در سال ۲۰۲۳ به نمایش درآمد، نویسنده و کارگردان این فیلم موهان جی بود. بازیگران اصلی فیلم، سلواراگاوان (Selvaraghavan) و ناتاراجان سوبرامانیام در نقش‌های محوری، به همراه منصور علی خان، رادا راوی و ساراوانا سوبیا در نقش‌های اصلی دیگر می‌باشند. فیلم در روز ۱۷ فوریه ۲۰۲۳ به نمایش درآمد.